# ۹ گلوله
۹ گلوله (به انگلیسی: 9 Bullets) یک فیلم دلهره‌آور آمریکایی محصول سال ۲۰۲۲ به نویسندگی و کارگردانی جیجی گاستون با بازی لینا هیدی، سم ورثینگتون و دین اسکات وازکز است. این فیلم در کالیفرنیا در اوج دنیاگیری کووید-۱۹ تولید شد. این فیلم در ۲۲ آوریل ۲۰۲۲ توسط اسکرین مدیا فیلمز در سینماهای منتخب آمریکا اکران شد و مجموعاً ۱۹۳٫۹۰۸ دلار درآمد در سرتاسر جهان به دست آورد. به‌طور کلی نقدهای منفی منتقدان را دریافت کرد.
این فیلم در ۷ ژوئن ۲۰۲۲ به صورت دی‌وی‌دی و بلوری منتشر شد.

## داستان
در مورد یک نویسنده به نام جیپسی است که همه چیز را به خطر می‌اندازد تا پسر جوان همسایه به نام سم را که شاهد قتل پدر و مادرش توسط یک جنایتکار محلی به نام جک بوده‌است، نجات دهد. اکنون جیپسی برای فرار از چنگال جک که در گذشته به او علاقه داشته‌است، ناامیدانه تلاش می‌کند و…